# Mazagran (récipient)
Pour les articles homonymes, voir Mazagran.

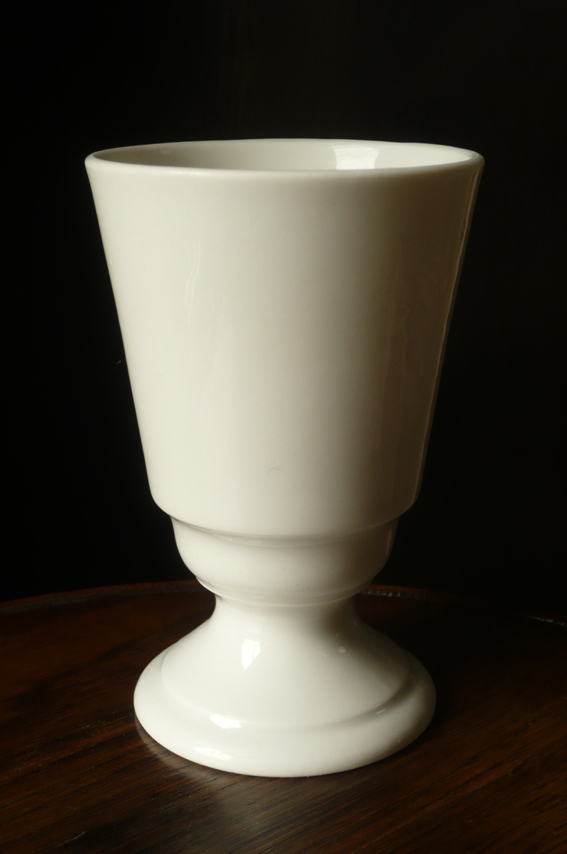
Mazagran en faïence

Un mazagran est une tasse haute, en forme de verre à pied, utilisée pour boire le café.
Le mazagran est généralement sans anse, en faïence ou en porcelaine.

## Historique
Le mot « mazagran », dont les premières occurrences dans la presse datent probablement du début des années 1860,, a d'abord désigné une boisson, le mazagran, un café froid à l'eau de Seltz dans l'argot des garçons de café, ou tout café bu dans un verre ou une chope au lieu d'une tasse, puis, par métonymie, le récipient.
Il doit son nom à la ville de Mazagran en Algérie, où, en 1840, un détachement français soutint un siège contre une importante troupe algérienne. « L'idée, outre l'intention de célébrer un fait d'armes, est celle d'un café bu à la va-vite, comme à Mazagran. »

L'écrivain Eugène Muller (1826-1913) donne l'explication suivante :

« Les cent vingt trois Français qui, sous le commandement du capitaine Lelièvre, défendirent Mazagran contre douze mille Arabes, étaient abondamment pourvus d'eau par un excellent puits qui se trouvait dans le retrait du fort ; mais l'eau-de-vie vint à manquer, et nos braves prenaient du café noir un peu sucré et fortement étendu d'eau. Or, une fois délivrés, nos soldats aimaient à prendre le café "comme à Mazagran", et cette expression, bientôt réduite à "Mazagran" tout court, se répandit parmi les militaires, et les civils l'adoptèrent. »

— Eugène Muller, Curiosités historiques et littéraires, Delagrave, 1897